# Hamdi Osman
Mohamed Hamdi Osman Ahmed (in arabo محمد حمدى عثمان احمد‎?; Faqous, 17 giugno 1954) è un ex cestista egiziano.

## Carriera
Con l'Egitto ha disputato i Giochi olimpici di Montréal 1976.